# Pławin (województwo kujawsko-pomorskie)
Pławin – wieś w Polsce, położona w województwie kujawsko-pomorskim, w powiecie inowrocławskim, w gminie Inowrocław.

## Podział administracyjny
W latach 1975–1998 miejscowość położona była w województwie bydgoskim. Z miejscowością Turlejewo tworzy sołectwo Pławin.

## Demografia
Według Narodowego Spisu Powszechnego (III 2011 r.) wieś liczyła 236 mieszkańców. Jest czternastą co do wielkości miejscowością gminy Inowrocław.

## Położenie
Miejscowość sąsiaduje z: Radłówkiem (odległość: 1,5 km), Turlejewem (1,1 km) i Jaksicami (3,2 km).

## Sport i oświata
W miejscowości miał siedzibę amatorski klub piłkarski. Z końcem roku szkolnego 2011/2012 zamknięta została szkoła podstawowa w Pławinie.